# نيكوس باباس (كرة سلة)
نيكوس باباس (باليونانية: Νίκος Παππάς)‏ مواليد 11 يوليو 1990 في ماروسي، أثينا، اليونان، هو لاعب كرة سلة يوناني. بدأ مسيرته الاحترافية في سنة 2006. يحمل الرقم 11. يبلغ طوله 6 قدم 4.75 بوصة (1.9 م).

## المسيرة الاحترافية
لعب مع بلباو باسكت في الدوري الإسباني من سنة 2008 إلى 2011، ثم لعب مع نادي بانيونيس لكرة السلة في موسم 2012–2013، ثم لعب مع نادي باناثينايكوس لكرة السلة في سنة 2013.

## الإنجازات
- كأس اليونان لكرة السلة الفوز: (2014، 2015، 2016، 2016–17)
- الدوري اليوناني لكرة السلة : (2014)

## إحصائيات المسيرة

### الدوري الأوروبي
| السنة                                | الفريق                       | لعب | بدأ | دقيقة | ميداني% | ثلاثية | حرة  | ارتداد | صنع | استلاب | تصدي | نقطة | أداء |
| ------------------------------------ | ---------------------------- | --- | --- | ----- | ------- | ------ | ---- | ------ | --- | ------ | ---- | ---- | ---- |
| الدوري الأوروبي لكرة السلة 2013-2014 | نادي باناثينايكوس لكرة السلة | 13  | 2   | 8.3   | .500    | .385   | .750 | .8     | .5  | .3     | .3   | 4.8  | 3.5  |
| الدوري الأوروبي لكرة السلة 2014-2015 | نادي باناثينايكوس لكرة السلة | 22  | 1   | 20.2  | .552    | .387   | .909 | 2.3    | 1.9 | .8     | .3   | 10.8 | 12.2 |
| الدوري الأوروبي لكرة السلة 2015-2016 | نادي باناثينايكوس لكرة السلة | 5   | 0   | 8.2   | .444    | .000   | .700 | .4     | .4  | .0     | .0   | 3    | 2.6  |
| المسيرة                              |                              | 40  | 3   | 12.2  | .481    | .363   | .854 | 1.6    | 1.2 | .6     | .1   | 7.9  | 5.6  |

## روابط خارجية
- نيكوس باباس على موقع الاتحاد الدولي لكرة السلة (الإنجليزية)
- نيكوس باباس على موقع الدوري الأوروبي لكرة السلة (الإنجليزية)
- نيكوس باباس على موقع كرة السلة الأوروبية.كوم (الإنجليزية)
- نيكوس باباس على موقع DraftExpress.com (الإنجليزية)
- نيكوس باباس على موقع ريلجم (الإنجليزية)
- نيكوس باباس على موقع بروبوليرز (الإنجليزية)
- نيكوس باباس على موقع سبورتس رفرنس (الإنجليزية)